# 江川村 (福島県)
江川村（えがわむら）は福島県南会津郡にかつて存在した村である。

## 地理
現在の下郷町の北東部に位置する。
村は山がちな地形である。
村内は阿賀川が流れる。

## 歴史

### 年表
- 1928年（昭和3年）9月1日 - 長江村・二川村が合併し江川村が発足。
- 1932年（昭和7年）12月22日 - 会津線の上三寄 - 湯野上間が開業。
- 1953年（昭和28年）5月18日 - 国道121号が制定。
- 1955年（昭和30年）4月1日 - 江川村は楢原町・旭田村とともに合併して下郷町が発足。江川村は消滅。

### 行政区域変遷
- 変遷の年表

| 江川村村域の変遷（年表） | 江川村村域の変遷（年表） | 江川村村域の変遷（年表） |
| 年                       | 月日                     | 旧江川村村域に関連する行政区域変遷                                                                                           |
| ------------------------ | ------------------------ | --- |
| 1889年（明治22年）       | 4月1日                   | 町村制施行に伴い、以下の村がそれぞれ発足。 - 長江村 ← 弥五島村・大沢村・湯野上村・小沼崎村 - 二川村 ← 高陦村・枝松村・白岩村 |
| 1928年（昭和3年）        | 9月1日                   | 長江村・二川村が合併し江川村が発足。                                                                                         |
| 1955年（昭和30年）       | 4月1日                   | 江川村は楢原町・旭田村とともに合併して下郷町が発足。江川村は消滅。                                                           |

- 変遷表

| 江川村村域の変遷表 | 江川村村域の変遷表 | 江川村村域の変遷表  | 江川村村域の変遷表 | 江川村村域の変遷表   | 江川村村域の変遷表    | 江川村村域の変遷表 | 江川村村域の変遷表 |
| 1868年 以前        | 1868年 以前        | 明治元年 - 明治22年 | 明治22年 4月1日    | 明治22年 - 昭和64年  | 明治22年 - 昭和64年   | 平成元年 - 現在    | 現在               |
| ------------------ | ------------------ | ------------------- | ------------------ | -------------------- | --------------------- | ------------------ | ------------------ |
|                    | 弥五島村           | 弥五島村            | 長江村             | 昭和3年9月1日 江川村 | 昭和30年4月1日 下郷町 | 下郷町             | 下郷町             |
|                    | 大沢村             |                     | 長江村             | 昭和3年9月1日 江川村 | 昭和30年4月1日 下郷町 | 下郷町             | 下郷町             |
|                    | 湯原村             | 明治8年 湯野上村    | 長江村             | 昭和3年9月1日 江川村 | 昭和30年4月1日 下郷町 | 下郷町             | 下郷町             |
|                    | 小野村             | 明治8年 湯野上村    | 長江村             | 昭和3年9月1日 江川村 | 昭和30年4月1日 下郷町 | 下郷町             | 下郷町             |
|                    | 小出村             | 明治8年 小沼崎村    | 長江村             | 昭和3年9月1日 江川村 | 昭和30年4月1日 下郷町 | 下郷町             | 下郷町             |
|                    | 沼尾村             | 明治8年 小沼崎村    | 長江村             | 昭和3年9月1日 江川村 | 昭和30年4月1日 下郷町 | 下郷町             | 下郷町             |
|                    | 田代村             | 明治8年 高陦村      | 二川村             | 昭和3年9月1日 江川村 | 昭和30年4月1日 下郷町 | 下郷町             | 下郷町             |
|                    | 芦原村             | 明治8年 高陦村      | 二川村             | 昭和3年9月1日 江川村 | 昭和30年4月1日 下郷町 | 下郷町             | 下郷町             |
|                    | 枝松村             |                     | 二川村             | 昭和3年9月1日 江川村 | 昭和30年4月1日 下郷町 | 下郷町             | 下郷町             |
|                    | 白岩村             |                     | 二川村             | 昭和3年9月1日 江川村 | 昭和30年4月1日 下郷町 | 下郷町             | 下郷町             |

## 大字
- 枝松（えだまつ）
- 大沢（おおさわ）
- 小沼崎（おぬまざき）
- 白岩（しらいわ）
- 高陦（たかしま）
- 弥五島（やごしま）
- 湯野上（ゆのかみ）

## 人口・世帯

### 人口
総数 [単位： 人]
| 1932年（昭和 7年） | 3,750 |
| 1947年（昭和22年） | 4,109 |

### 世帯
総数 [単位： 世帯]
| 1932年（昭和 7年） | 462 |
| 1947年（昭和22年） | 720 |

## 交通

### 鉄道
- 日本国有鉄道（ → 東日本旅客鉄道 → 会津鉄道）
  - ■会津線
    - 弥五島駅 - 湯野上駅

### 道路
- 二級国道
  - 国道121号